# Paracerceis edithae
Paracerceis edithae là một loài chân đều trong họ Sphaeromatidae. Loài này được Boone miêu tả khoa học năm 1930.